# Salagnac
Salagnac is een gemeente in het Franse departement Dordogne (regio Nouvelle-Aquitaine) in het zuidwesten van Frankrijk en telt 919 inwoners (2004). De plaats maakte deel uit van het arrondissement Périgueux. Na de aanpassing van de arrondissementsgrenzen vanaf 2017 door het arrest van 30 december 2016 behoort zij tot het arrondissement Nontron.

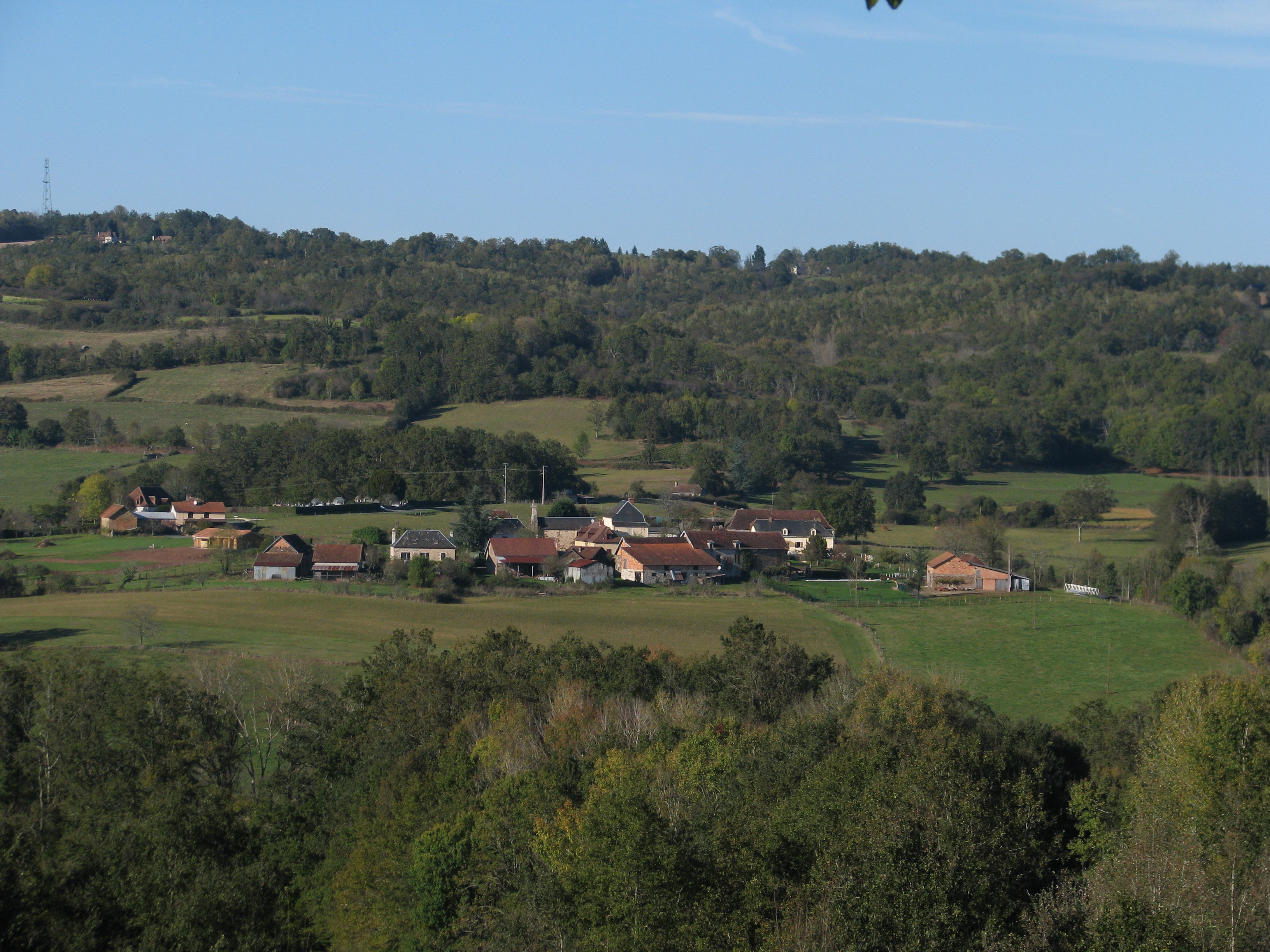
Blik op Salagnac.

## Geografie
De oppervlakte van Salagnac bedraagt 9,1 km², de bevolkingsdichtheid is 101,0 inwoners per km², dit komt mede door de samensmelting van Cité de Clairvivre met het dorpje Salagnac.
De onderstaande kaart toont de ligging van Salagnac met de belangrijkste infrastructuur en aangrenzende gemeenten.

## Demografie
Onderstaande figuur toont het verloop van het inwonertal (bron: INSEE-tellingen).